# Nederlands landskampioenschap 1897-1898
Al campionato parteciparono dieci squadre e il RAP Amsterdam vinse il titolo.

## Est
|   | Club                | G | V | N | P | GF | GS | Punti | DR |                            |
| - | ------------------- | - | - | - | - | -- | -- | ----- | -- | -------------------------- |
| 1 | Vitesse             | 4 | 3 | 1 | 0 | 12 | 5  | 7     | +7 | Qualificato per la finale. |
| 2 | Go Ahead Wageningen | 4 | 1 | 2 | 4 | 9  | 8  | 4     | +1 |                            |
| 3 | PW                  | 4 | 0 | 1 | 3 | 6  | 14 | 1     | -8 |                            |

G = Partite giocate; V = Vittorie; N = Nulle/Pareggi; P = Perse; GF = Goal fatti; GS = Goal subiti; DR = Differenza reti, PT = Punti

## Ovest
|   | Club                | G  | V | N | P | GF | GS | Punti | DR  |                                          |
| - | ------------------- | -- | - | - | - | -- | -- | ----- | --- | ---------------------------------------- |
| 1 | RAP Amsterdam       | 12 | 9 | 2 | 1 | 39 | 8  | 20    | +31 | Qualificato per la finale.               |
| 2 | Sparta Rotterdam    | 12 | 6 | 4 | 2 | 22 | 13 | 16    | +9  |                                          |
| 3 | HBS Craeyenhout     | 12 | 6 | 1 | 5 | 24 | 19 | 13    | +5  |                                          |
| 4 | HFC Haarlem         | 12 | 4 | 3 | 5 | 23 | 23 | 11    | 0   |                                          |
| 5 | Rapiditas Rotterdam | 12 | 4 | 2 | 6 | 21 | 31 | 10    | -10 |                                          |
| 6 | HVV Den Haag        | 12 | 4 | 2 | 6 | 16 | 28 | 10    | -12 |                                          |
| 7 | Celeritas           | 12 | 0 | 4 | 8 | 7  | 30 | 4     | -23 | Non partecipante la stagione successiva. |

G = Partite giocate; V = Vittorie; N = Nulle/Pareggi; P = Perse; GF = Goal fatti; GS = Goal subiti; DR = Differenza reti, PT = Punti

## Finale per il titolo
| Squadra 1     | Risultato | Squadra 2 |
| ------------- | --------- | --------- |
| RAP Amsterdam | 4–2       | Vitesse   |

Il RAP Amsterdam vinse il titolo.